# 王城岗及阳城遗址
王城岗及阳城遗址位于中国河南省登封市告成镇，是王城岗遗址和阳城遗址的总称。
王城岗遗址位于八方村东北五渡河与潁河交汇处的土岗上，是一处以龙山文化中晚期为遗存为主并兼有新石器时代早期裴李岗文化、商周遗存的古文化遗址。面积超过1公顷。东西两城并列，东城的西墙即西城的东墙，西城所在地势高于东城。东城现存南城墙西段30米和西城墙南段65米。其形制为内角凹弧形，外角呈凸圆形，向外突出2米。东城为王城岗龙山文化二期。西城保存较好，四面的城墙轮廓清晰。南墙82.4米，西墙92米，北墙西段现长29米，东墙南段现长65米。西南墙角为90°，西北城角为89°，其形制及年代与东墙相近。现已在城址内发掘夯土坑13座。奠基坑10余座、灰坑100多个。同时出土了大量文物。
阳城遗址在王城岗遗址东约1公里，为东周遗址，位于告成村北。南北长1700-1900米，东西宽约700米，呈长方形，总面积约200多公顷。城垣依河而建，北高南低，除北面现存完好外，其余三面今已毁坏，经考古发掘已出土不少文物。